# Elaeosticta chitralica
Elaeosticta chitralica är en flockblommig växtart som först beskrevs av Minosuke Hiroe, och fick sitt nu gällande namn av Kljuykov, Pimenov och Vadim Nikolaevich Tikhomirov. Elaeosticta chitralica ingår i släktet Elaeosticta och familjen flockblommiga växter. Inga underarter finns listade i Catalogue of Life.